# Габријел Милито
Габријел Милито (шп. Gabriel Milito; Бернал, 7. септембар 1980) бивши је аргентински фудбалер који је играо као штопер.
Млађи је брат фудбалера Интера Дијега Милита.

## Каријера
Милито је професионалну каријеру започео у Индепендијентеу, за који је наступао пуних 6 година. 2003. године требало је да потпише уговор са Реалом из Мадрида али је трансфер пропао зато што није прошао медицинске прегледе. Милито је ипак остао у Шпанији и потписао је уговор са Сарагосом. За четири године у Сарагоси увек је био прва опција у одбрани, одиграо је 137. утакмица и постигао 5 голова у Примери.
10. јула 2007. Сарагоса је продала Милита Барселони за 17 милиона евра. Милито је потписао четворогодишњи уговор. Узео је број 3 који је пре њега носио Тијаго Мота. За четири сезоне одиграо је само 48 утакмица због проблема са повредама.
У августу 2011. Милито је добио отказ у Барселони и потписао за свој први тим Индепендијенте. После само једне сезоне одигране у Индепендијентеу Милито је објавио да се повлачи из фудбала због хроничне повреде колена која му је задавала проблеме последњих неколико година каријере.

## Репрезентација
Са репрезентацијом Аргентине наступао је на Светском првенству у фудбалу 2006. у Немачкој. Укупно је одиграо 42 утакмице и постигао 1 гол.